# ВК Спартак Суботица
Ватерполо клуб Спартак Суботица је ватерполо клуб из Суботице, Србија. Клуб је основан 1946. године, а тренутно се такмичи у Првој Б лиги Србије.
Спартак је три пута био првак Србије: 1952., 1956. и 1958., када је српска лига била трећи ранг у Југославији. Такође клуб је три сезоне играо у Другој савезној лиги Југославије: 1957., 1959. и 1960.